# Бъндараците
Бъндараците е първата българска рок група. Тя е създадена през 1962 г.в София. Тя носи името на английския представител в „Съюзническата контролна тристранна комисия“ след 9 септември 1944 г. лорд Бънди. Основатели са братята Димитър и Иван (Вачо) Милеви – (китари и вокали). В състава са още съученикът на Вачо, Кирил Маричков – (бас, вокали) и приятелят им от махалата Петър Цанков – (ударни), Панайот Михайлов – (ударни, 1963).
Името на състава идва от прякора на Димитър Милев – „Бънди“, който заедно с брат си Иван организира групата. В началото оборудването е примитивно, но голямото желание и ентусиазмът компенсират всички трудности.
Репертоарът им се състои от песни и пиеси на „Енималс“, „Сърчърс“, „Шедоус“. Първите изяви са по забави и балове (слаботоковия завод „Ворошилов“, Художествената академия и др.), концерт в Студентския дом на културата. До 1965 г. групата осъществява концертни турнета с Георги Минчев, записи в радиото (между тях е и първата песен на Кирил Маричков – „Разходка“). Поради несъгласието на братята да правят авторска музика, през 1966 г. групата се разделя. Кирил Маричков и Петър Цанков напускат, за да създадат „Щурците“, а „Бъндараците“ продължава съществуването си до 1968 г. – концертни турнета като съпровождащ състав, участие на фестивала „Златният Орфей“ – 1968, IX световен фестивал на младежта и студентите – 1968 – след което се разпада..
Братя Милеви не продължават своята музикална дейност. Групата има регистрирани записи на малка грамофонна плоча под името „Синигери“, издадена от Балкантон – 1968 г.
На 15 юни 1993 г. Димитър Милев умира. Колегите му организират голям концерт в негова памет.

## Записи в сборни малки плочи
Като „Бъндараците“:
- 1968 – „ Девети световен младежки фестивал – втора плоча“, (EP, Балкантон – ВТМ 5989)
„Имах другар“ – Георги Минчев с ВИС „Бандараците“ / „Здравей, фестивал“ – Йорданка Христова / „Старият валс“ – Георги Минчев и „До-ре-ми-фа“ / „Празник на цветята“ – ВИС „Щурците“

Като „Синигери“:
- 1968 – „Песни от конкурса „Златният Орфей“ – 1968 – 3“, (EP, Балкантон – ВТМ 6017)
„Когато вали“ – ВИС „Синигери“ / „Питам още“ – Георги Минчев и „До-ре-ми-фа“ / „Попътен вятър“ – Паша Христова / „Преди да стане спомен“ – Бисер Киров и ВИС „Бъндараците“

## Участия на фестивали
- IX световен фестивал на младежта и студентите (София, 1968)
- Международен фестивал „Златният Орфей“ (Слънчев бряг, 1968) – съпровождаща група